# Pedro Nunes Batista Ferreira Tamarindo
Pedro Nunes Batista Ferreira Tamarindo (Inhambupe, 1837 — Canudos, 4 de março de 1897) foi um militar do Exército Brasileiro com importante participação na Guerra de Canudos.

## Biografia
Militar do Exército brasileiro. Nascido na cidade de Inhambupe-BA, em 1837, faleceu em Canudos-BA em 4 de março de 1897.
Tornou-se praça do Exército em 22 de setembro de 1855, tendo sido promovido a alferes em 02 de dezembro de 1860, a tenente em 18 de janeiro de 1868, a capitão em 15 de outubro de 1873, a major em 23 de janeiro de 1889, a tenente-coronel graduado em 8 de outubro de 1890, a efetivo em 21 de março de 1891 e finalmente a coronel em 7 de abril de 1892, por merecimento.
Era benquisto entre os colegas, devido ao gênio afável e ao caráter franco. Tomou parte ativa na Campanha do Uruguai e na Guerra do Paraguai. Comandou o 9º Batalhão de Infantaria durante a terceira expedição militar contra o arraial de Canudos, em março de 1897.

## Participação no Combate

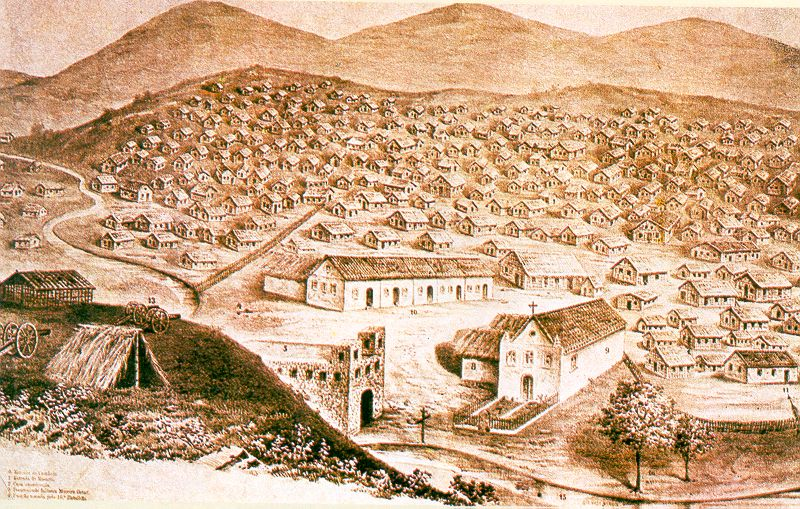
Arraial de Canudos

Após o comandante da expedição, Coronel Antonio Moreira César, ser ferido em combate no malfadado assalto ao arraial de Canudos, no dia 3 de março de 1897, o Coronel Tamarindo assumiu o comando. Sem ter condições de organizar as tropas, que desorganizadamente combatiam nas ruelas estreitas do arraial de Canudos, determinou a retirada. Após a morte de Moreira César, na madrugada do dia 4 de março, foi determinada a retirada definitiva das tropas, pondo fim à Terceira Expedição.
Na retirada os conselheiristas atacavam incessantemente as tropas, ocasionando ao final uma efetiva debandada. Quando cruzava a galope o Córrego do Angico, o coronel Tamarindo foi morto por um tiro que o lançou para fora do cavalo. Suas últimas palavras, ditas ao engenheiro militar Alfredo do Nascimento, foram para que procurasse o Major Cunha Matos, que como mais graduado ficou no comando do que restara da tropa.
O corpo do coronel Tamarindo foi deixado no campo de batalha, e posteriormente empalado pelos conselheiristas num galho seco de angico, desaprumado, os braços e as pernas pendidos, oscilando com o vento. O objetivo dos conselheiristas era utilizar o cadáver e crânios de outros combatentes mortos para causar medo em futuras tropas que voltassem a atacar o arraial. As caveiras foram alinhadas às margens do caminho, rodeadas de velhos trapos, esgarçados nos ramos dos arbustos e, de lado, o corpo do coronel Tamarindo.
Permaneceu ali até três meses mais tarde, quando a quarta expedição seguia para Canudos, e se à margem da estrada que conduzia a Canudos. O objetivo era usar o cadáver do comandante, juntamente com outras cabeças de soldados mortos, para causar pavor e medo em outras tropas governistas que se dirigessem ao arraial.